# Миколай Кшиштофович
Миколай Кшиштофович (нар. 1846, пом. 2 серпня 1935 р. в Залучі) — землевласник, доктор права, член Державної ради у Відні та Національного парламенту Галичини, власник маєтків Княже та Залуччя.

## Життєпис
Він походив з вірменської родини, син Каєтана (1808—1875) та Емілії, уродженої Ромашкан (нар. 1822). У 1879—1885 роках був членом Державної ради у Відні, представляючи курію великих власників. 20 грудня 1893 р. був обраний до Галицького Крайового Сойму від Великої Курії Коломийщини на додаткових виборах після відставки Яна Капрі і залишався в Сеймі до його розпуску в 1914 р. Працював в адмін. бюджетному, домашньому господарстві, податковому, санітарному та шкільному комісіях, а з 1910 також у комісії парламентської виборчої реформи. У 1908 р. разом з іншими поміщиками з регіонів Східної Галичини він подав меморіал до губернатора Міхала Бобжинського, вимагаючи твердої політики уряду щодо захисту польських володінь у Східній Галичині. Член і діяч Галицького господарського товариства, член його Комітету (з 18 червня 1903 р. до 24 червня 1910 р.). Належав до консервативної подолянської партії, був маршалком Снятинського повіту, головою окружного відділу Товариства земельного кредиту.
Від шлюбу з Евеліною Семяновською (пом. 1916) мав єдину доньку Ізабелу (1878—1943), одружену з Юзефом Вінцентієм Ярузельським. Онукою Миколая була Єва Марія, мати Збишека Цибульського.
Миколая поховали у крипті церкви св. Миколая в Залуччі..